# Université européenne de Bretagne
L’université européenne de Bretagne, souvent abrégée en UEB, est une communauté d'universités et établissements créée en 2007 et dissoute en 2016. Elle associait 23 établissements d'enseignement supérieurs, dont des universités, écoles, centres hospitaliers et organismes de recherche de la région Bretagne. Ses composantes formaient environ 71 500 étudiants, et comptaient 8 500 personnes inscrites dans des activités de recherche.
Ses activités se concentraient essentiellement sur la recherche à travers la mise en place de réseaux thématiques de recherche, d'équipes projets, le recrutement de chercheurs internationaux. La valorisation de la recherche était assurée de façon opérationnelle par sa composante « Bretagne Valorisation ». La formation à la recherche, ou formation des doctorants, était coordonnée par le collège doctoral international de l'UEB qui regroupait les huit écoles doctorales de la région.
L'Université européenne de Bretagne fusionne avec l'Université Nantes Angers Le Mans pour donner lieu en janvier 2016 à l'Université Bretagne Loire.

## Historique

### Structures antérieures
Plusieurs structures de coopération ont été créées avant la mise en place de l'université européenne de Bretagne. Certaines des activités de celles-ci ont été reprises par l'UEB à sa création, ou ont servi de base lors de la mise en place de celle-ci.
Plusieurs établissements localisés à Rennes étaient regroupés depuis le 31 octobre 2001 au sein du groupement d’intérêt public « Europôle ». Cette structure était commune aux deux universités de la ville, à l'INSA Rennes, et à l'ENSAR, et d'autres écoles comme l'IEP Rennes, l'ESC Rennes, et l'ENS Ker Lann étaient associées de manière permanente aux travaux de cette structure. L'Europôle concentrait ses activités sur les échanges à l'international. Il a été remplacé par le centre de mobilité internationale de Rennes, une des composantes de l'UEB, à compter de janvier 2009.
À l'échelle de la région, avec les collectivités locales, et à la suite d'une proposition émise en 1999 dans le cadre de la préparation du contrat de plan avec l’État 2000-2006, les universités avaient mis en place fin 2001 l'association « université de Bretagne »,. Elle réunissait les présidents des 4 universités de la région, le directeur de l'IUFM de Bretagne, ainsi que le président de la conférence des directeurs des grandes écoles de Bretagne. Elle s'occupait des questions de formation (formation continue, VAE, Doctoriales), du campus numérique, ainsi que de réseau de relations internationales. Elle fut dissoute le 27 aout 2009, la plupart des missions de l'association ayant été transférées à l'UEB. Cette association s'est doublée par une autre association à une échelle plus large avec le « Réseau des universités de l’Ouest atlantique » (RUOA), qui regroupe à partir des universités des régions Bretagne, Pays de la Loire, et Poitou-Charentes, et mis en place début 2001.
Des établissements se sont aussi réunis autour de certains projets plus spécifiques, comme la Génopole Ouest qui associe des organismes de recherche (CNRS, Ifremer, Inserm...), les cinq universités de l'ouest, ainsi que les CHU et des grandes écoles, La Maison des sciences de l'homme de Bretagne, qui associe les quatre universités bretonnes et plusieurs membres associés, ou le Centre d'excellence Jean Monnet qui associe pour la recherche en droit, économie, géographie, aménagement et histoire portant sur les questions européennes les universités de Rennes 1 et Rennes 2.

### Formation de l'UEB
À la suite des états généraux de la recherche de 2004, la mise en place de structures appelées à structurer la recherche a été proposée sous la forme de pôle de recherche et d'enseignement supérieur.
Dans un premier temps, un projet de PRES centré autour de la ville de Rennes est projeté en 2005. Cependant, les écoles de l'agglomération soucieuses de conserver leurs identités, et les universités de Bretagne-sud et de Bretagne occidentale soucieuses de ne pas perdre en visibilité internationale, le projet est élargi au cadre régional. Les futurs membres fondateurs de l'Université européenne de Bretagne, dans la continuité des multiples collaborations déjà engagées entre eux, mettent alors un groupe de travail en 2006. Le projet commence à être mis en forme à la suite d'une circulaire du ministère de l'enseignement supérieur et de la recherche du 10 juillet 2006 qui invite les responsables des établissements d’enseignement supérieur et des organismes de recherche à transmettre au ministère les dossiers de présentation des projets de PRES qu’ils envisagent de mettre en place. Après plusieurs mois de travail, les neuf membres fondateurs déterminent le périmètre d'action du nouvel ensemble.
Le groupement constitutif du PRES est créé le 1er septembre 2006, puis le 24 novembre 2006 il se prononce pour la création d’un établissement public de coopération scientifique. La loi de programme pour la recherche promulguée le 18 avril 2006 fixe les premières orientations, et en Décembre 2006 le gouvernement annonce les neuf premiers pôles de recherche et d’enseignement supérieur, dont l'UEB fait partie. Sa création devient effective par un décret du 22 mars 2007. L'UEB commence alors à se structurer avec le 9 mai 2007 l'élection de son premier président, Bertrand Fortin, alors président de l'université Rennes 1, à l'unanimité lors du conseil d’administration. Le 9 juillet 2007 le conseil d’administration de l'UEB installe ses administrateurs, élit ses vice-présidents, et vote son premier budget. Le 7 février 2008, le groupement se dote d'un logo.

### Développement

#### Plan campus

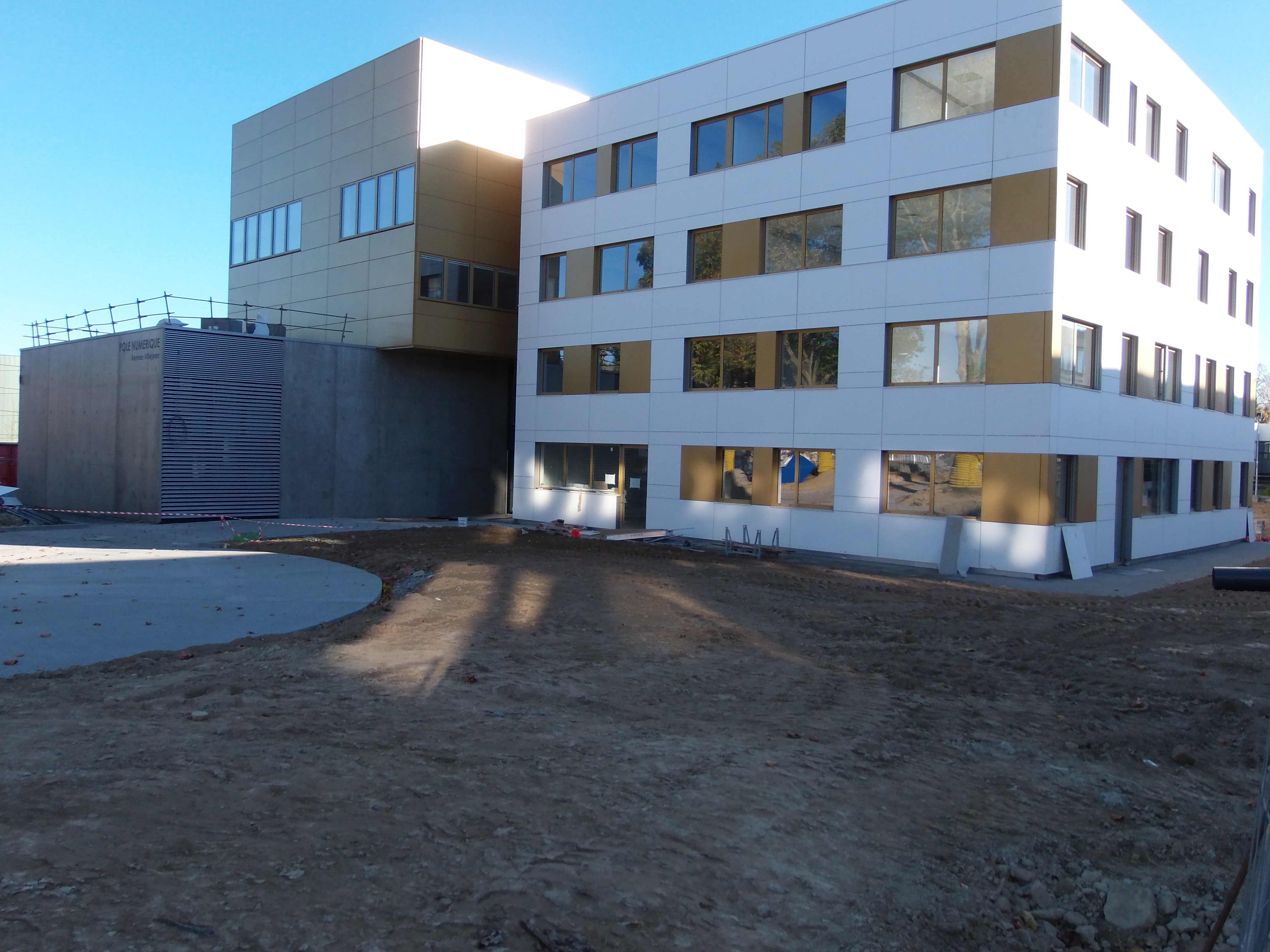
L'UEB obtient un financement dans le cadre du plan campus pour la création d'un campus numérique (ici sur le campus de Villejean).

L'université candidate au début 2008 pour obtenir un financement du plan campus qui vise à rénover l'immobilier des universités françaises. Le projet n'est alors pas retenu fin mai 2008 parmi les 12 lauréats pour la dotation des « campus d'excellence », mais candidate alots pour un financement dans le cadre des financements pour les « Campus Prometteur » pour son projet de campus numérique,. Le financement et alors accordé par l'état, à hauteur de 30 millions d'euros, auxquels s'ajoutent en mai 2009 un financement équivalent provenant des collectivités locales, puis en juillet 2009 942 000 euros supplémentaires obtenus dans le cadre du plan de relance,.

#### Grand Emprunt

##### Maturations des projets
Une réponse aux appels d'offres du grand emprunt est construit avec le PRES Université Nantes Angers Le Mans à partir de 2009. En octobre de cette année, lors d'un colloque organisé entre les dirigeants de Nantes et de Rennes, l'enseignement supérieur est désigné comme l'un des cinq domaines de coopération entre les deux villes. Le 1er mars 2010, les présidents des sept universités et des deux conférences des grandes écoles des deux régions mettent en place un comité de coordination pour répondre aux appels à projet du grand emprunt. Des tensions apparaissent cependant, des grandes écoles et des organismes de recherche étant tentées de travailler autour de leurs propres réseaux, l'équilibre entre les deux régions posant problème, et l'axe Nantes-Rennes est un moment privilégié sur l'axe Pays de la Loire-Bretagne.
Le groupe ainsi formé représente à l'époque le 2e groupe par son nombre de doctorats décernés par an, le 7e par son nombre de membres de l'institut universitaire de France, le 8e par son nombre de chercheur travaillant dans un laboratoire classé « A » ou « A+ » par l'AERES, et le 14e par son nombre de financements obtenus auprès de l'European research council comme par son nombre de titulaire d'une médaille du CNRS, soit le 9e groupe en général en utilisant ces critères.

##### Résultats des projets
Le projet d'Initiative d'excellence est soutenu à Paris le 16 février 2011 par les élus de l'Ouest mais n'est par retenu par la première pré-sélection de 7 projets. Les porteurs du projet retravaillent alors le projet et visent la deuxième vague de sélection. Plusieurs acteurs de l'enseignement supérieur de la région envisagent à cette époque un regroupement des deux PRES, et le projet est à l'époque en marge des modèles alors mis en avant, la mise en réseau étant favorisé au détriment de fusions et/ou de concentrations d'établissements. Le projet n'est finalement pas retenu, mais les porteurs de celui-ci affirment alors vouloir continuer le processus de mise en réseau de la recherche dans l'ouest de la France.
Un projet de société d'accélération de transferts de technologies est aussi portée par les deux PRES en prenant comme base la société « Bretagne valorisation » de l'UEB, alors leader dans ce domaine. Le financement est obtenu en décembre 2012. Cette dotation de 70 millions d’euros s'ajoute au budget annuel de 2 millions d’euros par an de « Bretagne Valorisation », qui devient au passage une société par actions simplifiée.
Les résultats des demandes d'Equipex et de Labex apportent à l'échelle de la région 34 projets et un financement total de 423 millions d'euros, dont 120,05 millions dans des projets impliquant uniquement des établissements de la région. Les projets lauréats se concentrent dans les domaines des sciences et technologies de la mer et des sciences et technologies de l'information et de la communication, mais aussi dans le domaine des biotechnologies et des bioressources. Les demandes pour obtenir un institut de recherche technologique aboutissent en janvier 2012, avec le déblocage par l’État de 250 millions d’euros sur dix ans pour l'IRT « B.com » tournée vers l’image et les réseaux ainsi que sur l’e-médecine.

#### Élargissement
Le groupement s'élargit au 1er janvier 2013 avec l'intégration de l'ECAM Rennes, de l'école européenne supérieure d'art de Bretagne, de l'école des métiers de l'environnement, et de l'ESC Rennes avec le statut de membres associés.

### Historique des présidents
Trois présidents se sont succédé à la tête de l'UEB. Le président actuel du PRES est Pascal Olivard, et après un mandat d'un an pendant lequel il finit le mandat de son prédécesseur Guy Cathelineau démissionnaire, il est réélu pour un mandat complet en mai 2013.
| • Bertrand Fortin | 2007–2010    |
| • Guy Cathelineau | 2010-2012    |
| • Pascal Olivard  | Depuis 2012, |

## Composantes

### Universités

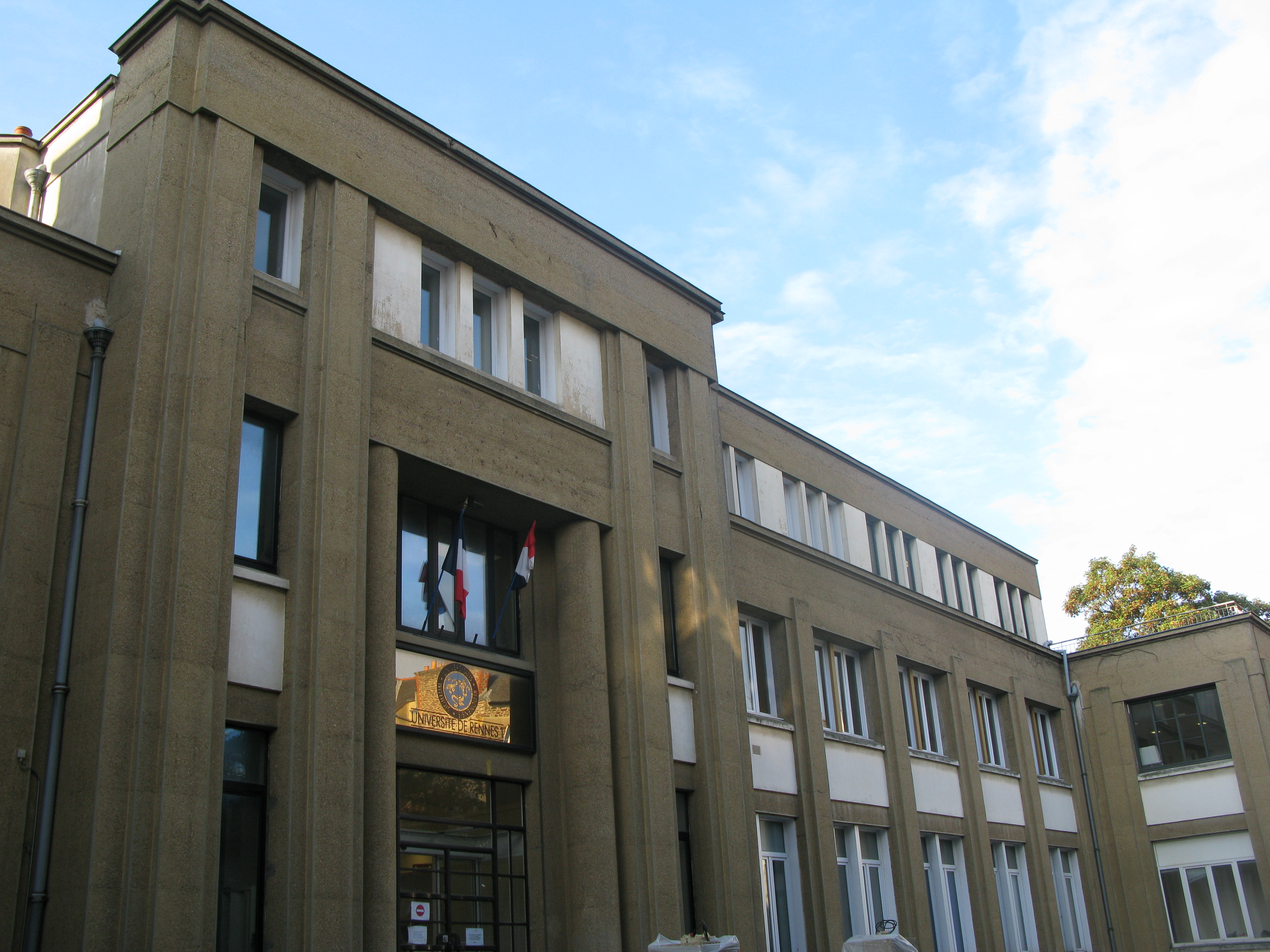
L'université de Rennes 1

Les quatre universités que compte la région Bretagne sont membres de ce PRES. En dépit d'une proposition, l'Université de Nantes n'a pas souhaité s'y associer, le ministère l'encourageant fortement à s'impliquer dans le PRES Nantes Anjou Maine Atlantique[réf. nécessaire].
- Université de Bretagne occidentale
- Université de Bretagne-Sud
- Université de Rennes 1
- Université de Rennes 2

En 2013, les deux universités rennaises ont annoncé leur volonté de fusionner. Cependant, le Conseil d'administration de l'Université Rennes 2 a rejeté cette fusion début janvier 2015, annulant de fait le processus entamé.

### Grandes écoles

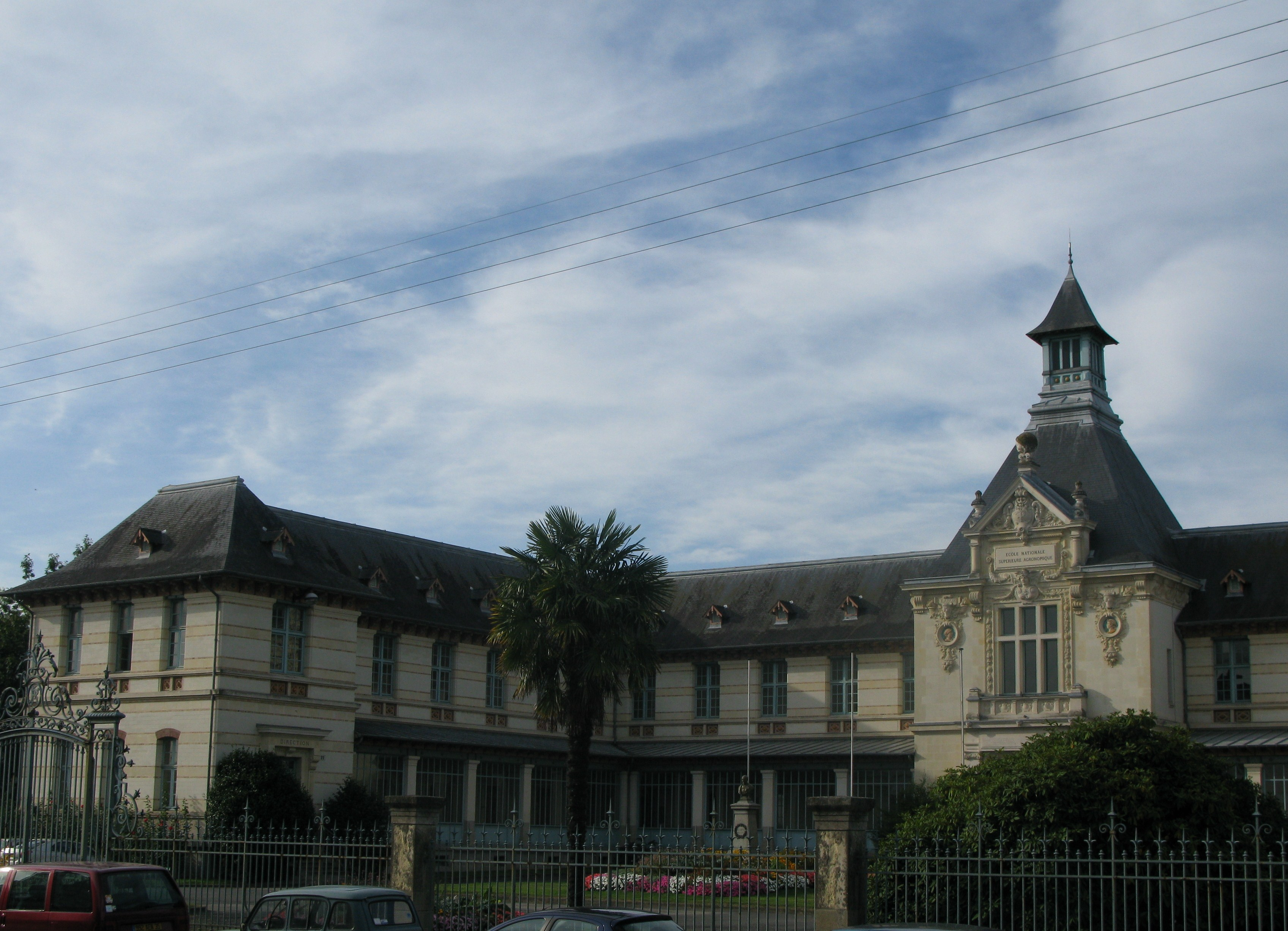
Agrocampus Ouest

| - École normale supérieure de Rennes - INSA Rennes - Écoles de Saint-Cyr Coëtquidan - École navale - Agrocampus Ouest - École nationale supérieure de chimie de Rennes - École des hautes études en santé publique (EHESP) - Institut d'études politiques de Rennes (Sciences Po Rennes) - Télécom Bretagne | - École nationale de la statistique et de l'analyse de l'information - École nationale d'ingénieurs de Brest - ECAM Rennes - École européenne supérieure d'art de Bretagne - ESC Rennes - École nationale supérieure de techniques avancées de Bretagne (ENSTA Bretagne) - École supérieure d'électricité - École des métiers de l'environnement |

### Centres de recherche
- Institut de recherche pour l'ingénierie de l'agriculture et de l'environnement
- Université Pierre-et-Marie-Curie (via sa station biologique de Roscoff)
- Institut national de recherche en informatique et en automatique pour son site de Rennes

### Centres hospitaliers universitaires
- Centre régional de lutte contre le cancer Eugène Marquis
- CHU de Brest
- CHU de Rennes

## Fonctionnement

### Gouvernance
Le PRES a pris le statut d'Établissement public de coopération scientifique lors de sa création, et ses statuts fixé par le décret no 2007-381 du 21 mars 2007, ce dernier étant modifié par le décret no 2012-599 du 27 avril 2012 de manière à permettre à l'établissement de prendre des prises de participations et la création de filiales dans les domaines d’activités de ses membres. Il compte en plus de ses membres fondateurs, des membres associés, élus à l'unanimité par les membres fondateurs, et qui doivent eux aussi participer à la signature commune des publications, ainsi qu'à la coordination des activités des écoles doctorales.
Il est dirigé par un président élu par l'ensemble des membres du conseil d’administration. Il est assisté par un bureau dans la direction de l’établissement. Celui-ci est composé du président, des vice-présidents et du directeur des services, et se réunit deux fois par mois. Des personnes dont la présence est jugée nécessaire peuvent y être invitées par le président, avec une voix consultative.
Le conseil d'administration définit la politique générale de l'UEB, vote son budget, élit le président, et prend les principales décisions en matière de gestion. Ses membres sont désignés par les établissements membres de l'UEB. Il est assisté par un conseil scientifique dont le rôle consultatif porte sur les questions les politiques de recherche menées en commun par les membres du PRES, et sur la valorisation de cette recherche, et est aussi assisté par un conseil d’orientation stratégique dont le rôle consultatif porte sur les orientations à moyen et long terme en matière de recherche, de formation, et de visibilité de l'UEB à l'étranger. La composition de ces deux conseils consultatifs est fixée par les statuts de l'UEB, et leurs mandats de trois ans coïncides avec ceux du conseil d'administration.
L'UEB compte par ailleurs plusieurs services, dont les directeurs sont nommés par le conseil d’administration sur proposition du président, et dont le but est d’assurer la logistique et le soutien des activités de l’UEB, ainsi qu'une commission paritaire des personnels, consultée elle sur les questions relatives à l’organisation générale et au fonctionnement de l’UEB et de ses services.

### Budget
L'université européenne de Bretagne est avec l'université de Bordeaux l'un des deux PRES dont le budget dépasse les 14 000 000 euros, hors pilotage du plan campus, avec un budget pour 2010 de 14 232 000 euros.
| Financement                                  | montant en euro |
| -------------------------------------------- | --------------- |
| Subventions des ministères                   | 2 240 000       |
| Subventions de la région                     | 5 490 000       |
| Subvention du département                    | 69 000          |
| Subventions de la communauté d'agglomération | 69 000          |
| Subventions européennes                      | 4 580 000       |
| Versements des établissements membres        | 1 226 000       |
| Cessions des VMP                             | 80 000          |

| Poste de dépense                          | montant en euro |
| ----------------------------------------- | --------------- |
| Réseau régional à très haut débit         | 6 184 368       |
| Numérique (UEB campus, services, contenu) | 4 780 000       |
| Pilotage-communication                    | 445 000         |
| Chaires internationales                   | 480 000         |
| Collège doctoral international            | 333 000         |

## Objectif et réalisations
| \| Vannes Lorient Pontivy Rennes Lannion Saint-Brieuc Saint-Malo Brest Morlaix Quimper \| Localisation des implantations de l'UEB |
| Vannes Lorient Pontivy Rennes Lannion Saint-Brieuc Saint-Malo Brest Morlaix Quimper                                               |

L'université européenne de Bretagne vise, dans une logique de site, à renforcer la visibilité et l’attractivité du système d’enseignement supérieur et de recherche de Bretagne. Les établissements membres de l'UEB s'engagent à mutualiser des moyens pour que l'UEB assure la mise en œuvre de projets communs à tout ou partie de ses membres.

### Formation doctorale
L'université agit dans le domaine de la formation doctorale à plusieurs niveaux. Elle sert de coordinatrice des huit écoles doctorales bretonnes, et est à la base de la création d’un collège doctoral, le « Collège doctoral international de l'université européenne de Bretagne » qui fédère ces écoles doctorales. Par ailleurs, les doctorats délivrés par les établissements membres le sont au sceau du PRES et de l'établissement de tutelle du doctorant. Enfin, elle organise le suivi de l’insertion des docteurs, ainsi que certaines formations doctorales.
Elle traite aussi les points relatifs à la mobilité internationale des doctorants français et étrangers. Elle édite un « Guide du doctorant en Bretagne » en français et en anglais, et gère les appels à projets pour des bourses de mobilité entrante et sortante pour doctorants. 103 bourses ont ainsi été attribuées entre la création de l'UEB et 2010, dont 78 sortantes et 25 entrantes.

### Activités de recherche
Les établissements membres de l'UEB comptent plus de 3 500 chercheurs et près de 3 000 doctorants, repartis dans six champs thématiques. Le pôle de recherche des sciences humaines et sciences sociales représentent 33 % des effectifs de recherche, suivi de celui des mathématiques et des sciences et techniques de l'information et des communications avec 24 %, celui des matières et celui des matériaux, chacun représentant 13 %, celui du pôle bio-santé en compte 12 %. Enfin le pôle mer avec 8 % des effectifs de recherches. Les publications d'articles scientifiques faites par des laboratoires d'établissements membres sont faites sous le double sceaux de l'établissement membre et de l'UEB.
L'UEB est aussi chargée d’une mission plus opérationnelle à travers le soutien au développement de plates-formes d'appui à la recherche, par des activités de cartographie de la recherche, ou par la mise en place d’outils structurants la recherche (thématiques de recherche, chaires internationales). La valorisation de la recherche effectuée par les membres fondateurs est de la compétence exclusive de l'UEB via sa structure « Bretagne valorisation ». L'UEB a par ailleurs mis en place des chaires permettant d'accueillir des chercheurs étrangers pour des durées variables. Les cinq premiers universitaires ont été recrutés par ce biais en 2010, et jusqu'à une cinquantaine de chercheur doivent être recrutés par ce biais les quatre années suivantes.

### Infrastructures
La création d'un campus numérique, commun aux différents membres, commence à se mettre en place en 2009, avec l'installation des quatre premières structures de téléconférences livrées mi 2010. D'autres sont par la suite être mise en chantier, dont deux à Brest et deux à Rennes.
Le développement foncier de l'université commence à l'automne 2009 avec l'annonce de la construction dans le centre-ville de Rennes d'un siège pour l'établissement,.

### Média
L'UEB compte via les activités de ses membres quelque 2 000 heures d'enseignements en ligne créés, 112 points études répartis en Bretagne, et a assuré le référencement des ressources numériques des établissements. Une partie de celles-ci est mis à disposition via iTunes à partir du 31 mai 2011.
L'établissement dispose aussi ses propres média. Une wikiradio est lancée le 29 novembre 2010 et permet aux établissements membres de diffuser à tour de rôle leurs contenus. Un magazine est lancé en juin 2011, « U Mag », commun au PRES Université Nantes Angers Le Mans.